# M-102
La M-102 es una carretera de la Red Secundaria de la Comunidad de Madrid (España). Con una longitud de 10,75 km, une Torrelaguna y el límite de provincia con Guadalajara, en Patones.

## Trayecto
Esta carretera recorre los municipios de Torrelaguna, Torremocha de Jarama y Patones. Continúa como M-134 desde el cruce de esta vía con la CM-1052.

## Tráfico
Según las estadísticas de tráfico, en 2023 la intensidad media diaria en el tramo entre Torrelaguna y Torremocha alcanzaba la cifra de 4142 vehículos diarios, con un 9,22 % de tráfico de camiones.
En los últimos años se han llevado a cabo diversas mejoras en cuestión de seguridad y comodidad.